# Webenra
Webenra of Ubenre was een Oud-Egyptische koning (farao) in de Tweede Tussenperiode. Hij geldt als negende heerser van de 14e dynastie en regeerde in de 17e eeuw v.Chr.

## Bron
- Narmer.pl